# English Gardner
English Gardner (Filadélfia, 22 de abril de 1992) é uma velocista e campeã olímpica norte-americana, especializada nos 100 metros rasos.
Cinco vezes campeã do campeonato universitária de atletismo da NCAA, em 2011, enquanto estudante da Universidade do Oregon, quebrou o recorde norte-americano júnior para os 100 m com o tempo de 11s03. Participou de sua primeira competição global no Campeonato Mundial de Atletismo de 2013, em Moscou, conquistando uma medalha de prata no revezamento 4x100 m e um 4º lugar nos 100 m rasos, com o tempo de 10s97.
Depois de uma participação no Campeonato Mundial de Atletismo de 2015, em Pequim, sem conseguir chegar às finais no indvidual e uma prata no 4x100 m, ela venceu as seletivas norte-americanas para a Rio 2016 com o tempo de 10s74, que a colocou como a sétima velocista mais rápida da história dos 100 metros junto com a jamaicana Merlene Ottey. No Rio de Janeiro, ela ficou apenas em sétimo lugar na prova individual mas sagrou-se campeã olímpica integrando o revezamento 4x100 m com Allyson Felix, Tianna Bartoletta e Tori Bowie.